# Joris Van den Eynde
Joris Van den Eynde (Wilrijk, 7 augustus 1948) is een Vlaams acteur.
In het jeugdtheater is Van den Eynde sinds 1979 actief bij Theater Spelende Mens. Zijn theaterproducties Snelheidsduivels en andere beesten en Handige Harry uit de eerste helft van de jaren negentig verschenen ook in boekvorm. Met het Schooljeugdtheater speelde hij in De wereld van Mercator en Jan Van Eyck of de man met de rode tulband. 
In het begin van de 21e eeuw stond hij met O.L.V. der Krabben op de planken samen met Suzanne Juchtmans, Jos Van Gorp en Karel Schoetens, in een stuk van en geregisseerd door zijn vader, Tone Brulin.
Naast zijn theatercarrière nam hij door de jaren heen van 1974 tot heden regelmatig kleine (bij)rollen in televisieseries op. Zo had hij in 2006 een gastrol als landbouwer Firmin in F.C. De Kampioenen. In 1998 speelde hij de afgevaardigde van de minister in Samson en Gert. In 1999 was hij te zien als televisiehersteller en in 2002 als meneer Lindemans te zien.